# 저 별이 위험하다
《저 별이 위험하다》는 김광림의 작품이다. 동숭아트센터 개관 5주년 기념공연. 박광정 연출. 신의 인간에 대한 무관심과 인간의 인간에 대한 사랑의 부재로 위기상황에 빠진 인간상황을 그리고 있다. 김광림은 우리가 사는 이 세상이 자멸하기 직전에 처해 있다고 진단한다. 환경오염, 에이즈 같은 불치 병의 만연, 인간상호간의 무관심, 증오, 가치혼돈과 정체감 상실 등으로 인간과 환경이 크게 파괴되어 있다는 것이다. 더구나 수술복을 입은 하나님은 응급수술을 받아야 하는 중환자(이 세상)를 방치한 채 내기 당구에만 열중한다. 이제 인간은 어떤 지푸라기를 잡아야 하는가? 그 해답을 찾으려는 필사적인 탐사가 이루어진다. 작가는 휴머니스트답게 인간상호간에 사랑을 회복하는 것만이 유일한 희망이라고 결론짓는다. 부조리적 세계관에 실존주의적 해결책을 접목시킨 셈이다. 연출자 박광정은 선정과 폭력이 충만한 무대로 작가의 절망을 더욱 고통스럽게 부각시켰고 무대미술을 맡은 박동우는 링거병들을 천장에 가득 매달아 중병에 걸린 지구촌의 형상을 시각적으로 친절하게 설명해 주었다.